# Mars Attacks!
Mars Attacks! is een komische sciencefictionfilm uit 1996, geregisseerd door Tim Burton en gebaseerd op de populaire kaartenserie Mars Attacks van Topps Company uit de jaren vijftig. Mars Attacks! is een parodie op sci-fi rampenfilms uit de jaren vijftig als The Day the Earth Stood Still, War of the Worlds en Plan 9 from Outer Space, waarin marsmannetjes proberen de aarde te vernietigen. De film heeft een grote sterrencast, bestaande uit onder anderen Jack Nicholson (in een dubbelrol), Pierce Brosnan, Danny DeVito, Glenn Close, Annette Bening, Michael J. Fox, Rod Steiger, Sarah Jessica Parker, Tom Jones, Martin Short, Pam Grier, Jim Brown, Lukas Haas, Natalie Portman, Jack Black en Christina Applegate. Slechts weinig van deze acteurs overleven in hun rol het einde van de film. De film werd gemengd ontvangen bij critici en bracht in de Verenigde Staten slechts $37 miljoen op. Wereldwijd werd de film iets beter ontvangen en bracht daar zo'n $100 miljoen op aan de kassa.

## Verhaal
De film begint met een kudde schapen met brandende vachten, rennend over een weg door het Amerikaanse platteland, langs verbaasde landbouwers.
Over de hele wereld worden boven grote steden vliegende schotels waargenomen, en de gehele wereld wacht in spanning af wat er gaat gebeuren. Als satellieten een grote vloot vliegende schotels waarnemen die richting de aarde vliegen, roept de president van de Verenigde Staten James Dale (Jack Nicholson) zijn adviseurs bij elkaar. Zijn wetenschappelijk adviseur professor Donald Kessler (Pierce Brosnan) stelt de president gerust dat de buitenaardse wezens ontwikkeld en beschaafd zijn en ongetwijfeld vredelievend. Hij wordt echter tegengesproken door de leider van het leger, generaal Decker (Rod Steiger), die de president adviseert ze uit te roeien.
Als de marsmannetjes, klein met grote hoofden, uiteindelijk landen in de woestijn van Nevada worden ze opgewacht door een welkomstcomité, bestaande uit politici, pers en enkele burgers. Ze lijken inderdaad vredelievend, totdat een losgelaten witte duif wordt neergeschoten en ze het aanwezige publiek aanvallen met hun speciale, technologisch geavanceerde straalgeweren. Uit deze geweren schieten rode en groene stralen, die de getroffen persoon laten desintegreren, waarbij enkel een rood of groen skelet overblijft en gebouwen en andere voorwerpen die door deze stralen worden geraakt, worden verbrijzeld. 
President Dale gaat ervan uit dat dit incident voorkomt uit miscommunicatie en probeert het goed te maken. Als de presidentiële staf de ruimtewezens uitnodigt voor een gesprek, wordt het gehele congres uitgemoord. Al snel doen de buitenaardse wezens een poging de mensheid uit te roeien en gebouwen te vernietigen, waarbij ze een macaber gevoel voor humor vertonen. Zo gaan ze bowlen met de standbeelden op Paaseiland, houwen ze hun eigen gezichten uit in Mount Rushmore, gooien ze het Washington Monument op een groep padvinders, laten ze onder andere de Eiffeltoren en het Sydney Opera House smelten en laten ze foto's van zichzelf maken voor de Taj Mahal terwijl deze wordt vernietigd.
De film volgt verscheidene personen die de invasie moeten zien te overleven. Zo is er het gezin Norris, waarvan oudere zoon Billy Glenn (Jack Black), favoriet van de familie, het leger in mag, maar jongere zoon Richie (Lukas Haas) wordt genegeerd door de rest van de familie, met uitzondering van oma (Sylvia Sidney in haar laatste filmrol). Professor Kessler (Pierce Brosnan) en televisiepresentatrice Nathalie Lake (Sarah Jessica Parker) worden gevangengenomen door de ruimtewezens en gebruikt voor experimenten, waarbij hun hoofden van hun lichaam worden gescheiden. Nathalies hoofd wordt daarbij getransplanteerd op het lichaam van haar chihuahua. Texaans onroerendgoedverkoper Art Land (eveneens Jack Nicholson) probeert een slaatje te slaan uit de invasie, terwijl zijn spirituele vrouw Barbara de invasie met open armen ontvangt. Dales dochter Taffy (Natalie Portman) toont geen enkele interesse in de gebeurtenissen om haar heen. Ten slotte is er een groep mensen in een casino in Las Vegas, bestaande uit onder anderen zanger Tom Jones (als zichzelf), voormalig zwaargewichtkampioen Byron Williams (Jim Brown), zijn vrouw Louise (Pam Grier) en een gokker (Danny DeVito). 
Uiteindelijk weet het handjevol overgebleven mensen de ruimtewezens te verslaan op een zeer simpele wijze, met de jodelmuziek van Slim Whitman uit de platencollectie van oma Norris. Bij een aanval in haar huis ontdekt zij per toeval dat de marsmannetjes sterven als ze deze muziek horen. Ze zit naar de muziek te luisteren via een koptelefoon. Door de aanval van de marsmannetjes schrikt ze zo erg dat haar koptelefoon losschiet van de stereo met als gevolg dat de muziek door de boxen klinkt. Hierdoor horen ook de marsmannetjes de muziek en vallen ze onmiddellijk dood neer(ze veranderen in groen slijm). Zij besluit daarna om deze muziek te draaien op een lokale radiozender die toevallig bij haar in de buurt staat. Hierdoor is de muziek te horen op de radio's van de auto's waarmee de overgebleven mensen rondrijden en omdat de ramen van de auto's open staan en de muziek daardoor hard naar buiten klinkt gaan uiteindelijk alle marsmannetjes dood en wordt en de wereld gered. Omdat haar muziek de wereld redt van de marsmannetjes ontvangt ze als dank een erepenning van de president van de VS.

## Rolverdeling
| Acteur               | Personage                     |
| -------------------- | ----------------------------- |
| Jack Nicholson       | President James Dale/Art Land |
| Glenn Close          | First Lady Marsha Dale        |
| Annette Bening       | Barbara Land                  |
| Pierce Brosnan       | Professor Donald Kessler      |
| Danny DeVito         | Gokker                        |
| Martin Short         | Press Secretary Jerry Ross    |
| Sarah Jessica Parker | Nathalie Lake                 |
| Michael J. Fox       | Jason Stone                   |
| Rod Steiger          | Decker                        |
| Jim Brown            | Byron Williams                |
| Tom Jones            | Zichzelf                      |
| Lukas Haas           | Richie Norris                 |
| Natalie Portman      | Taffy Dale                    |
| Pam Grier            | Louise Williams               |
| Brian Haley          | Mitch                         |
| Jack Black           | Billy Glenn Norris            |
| Ray J                | Cedric Williams               |
| Paul Winfield        | General Casey                 |
| Christina Applegate  | Sharona                       |
| Lisa Marie           | Martian Girl                  |
| Sylvia Sidney        | Oma Norris                    |
| Roger L. Jackson     | vertalingsmachine             |

## Trivia
De muziek waarmee de marsmannetjes worden verslagen is het nummer Indian Love Call van Slim Whitman uit 1952.